# Dan Platzman
Daniel James Platzman (nascido em 28 de setembro de 1986) é um músico americano, mais conhecido por ser o baterista da banda Imagine Dragons.

## Biografia e carreira
Platzman nasceu em 28 de setembro de 1986, em Atlanta, Georgia. Ele participou da Berklee College of Music, onde obteve uma licenciatura em trilhas de cinema. Enquanto na Berklee, Platzman tocava no Berklee Concert Jazz Orchestra, a Orquestra de Jazz Outreach Urban e a Berklee Rainbow Big Band, e recebeu o prêmio Vic Firth Award na categoria "Outstanding Musicianship" e o Michael Rendish Award pela categoria "Film Scoring". Ele também tocou em um grupo de guitarristas com os futuros colegas de banda Wayne Sermon e Ben McKee. Em 2008, McKee foi convidado por Wayne Sermon para se juntar ao Imagine Dragons, e viajar para Las Vegas. McKee caiu fora de seu último semestre na Berklee para entrar na banda, convidando Daniel Platzman para tocar bateria, completando a formação. A banda começou a ganhar vários prêmios locais, incluindo "Best CD of 2011" (Vegas SEVEN), "Best Local Indie Band 2010" (Las Vegas WeeKly), "Las Vegas' Newest Must See Live Act" (Las Vegas CityLife) e mais, isso enviou a banda em uma trajetória positiva. Em novembro de 2011 eles assinaram com a Interscope Records e começaram a trabalhar com o produtor Alex da Kid. Platzman apareceu na capa da revista Drum! em março de 2015.Dois meses depois, ele foi perfilado novamente na Drum!

## Prêmios de Daniel Platzman

### Vic Firth Award
| Nomeado         | Categoria                  | Resultado |
| --------------- | -------------------------- | --------- |
| Daniel Platzman | "Outstanding Musicianship" | Venceu    |

### Michael Rendish Award
| Nomeado         | Categoria      | Resultado |
| --------------- | -------------- | --------- |
| Daniel Platzman | "Film Scoring" | Venceu    |